# Mozgovo
Mozgovo (cyr. Мозгово) – wieś w Serbii, w okręgu niszawskim, w gminie Aleksinac. W 2011 roku liczyła 1391 mieszkańców.